# Републикански път III-603
Републикански път IIІ-603 е третокласен път, част от Републиканската пътна мрежа на България, преминаващ изцяло по територията на област Перник. Дължината му е 25,6 км.
Пътят се отклонява наляво при 69,9 км на Републикански път I-6 в центъра на град Радомир и се насочва на северозапад през Радомирската котловина. При село Копаница напуска котловината, завива на запад и преодолява южната част на планината Черна гора. Преминава през село Косача, при село Ковачевци слиза в долината на река Светля (десен приток на Струма) и завива на север. Продължава нагоре по долината на реката, преминава през селата Сирищник, Светля и Чепино и на 2 км северно от последното се съединява с Републикански път III-605 при неговия 27,3 км.
От Републикански път IIІ-603 вляво и вдясно се отделят два третокласни пътя от Републиканската пътна мрежа с четирицифрени номера:
- при 8,3 км – надясно Републикански път III-6032 (7,2 км) през село Лесковец до град Батановци при 2,1 км на Републикански път III-605;
- при 16,3 км, в село Ковачевци — наляво Републикански път III-6033 (9,1 км) до село Лобош при 43,6 км на Републикански път III-623.

| Пътища, отклоняващи се надясно (населено място, № на пътя, посока на пътя) | Км   | Пътища, отклоняващи се наляво (посока на пътя, № на пътя, населено място) |
| -------------------------------------------------------------------------- | ---- | ------------------------------------------------------------------------- |
| Община Радомир, I-6, 69,9 км, гр. Радомир ←                                | 0,0  | ← гр. Радомир, 69,9 км, I-6, Община Радомир                               |
|                                                                            | 1    | → общински път (за с. Николаево)                                          |
| с. Копаница                                                                | 5,4  | с. Копаница                                                               |
| (до гр. Батановци) III-6032, 0 км ←                                        | 8,3  |                                                                           |
| Община Ковачевци                                                           | 9,4  | → общински път (за с. Радибош), Община Ковачевци                          |
| с. Косача                                                                  | 10,6 | с. Косача                                                                 |
| (за с. Слатино) общински път ←                                             | 13,4 |                                                                           |
| с. Ковачевци                                                               | 16,3 | → с. Ковачевци, 0 км, III-6033 (до с. Лобош)                              |
| с. Сирищник                                                                | 18,3 | с. Сирищник                                                               |
| с. Светля                                                                  | 20,8 | с. Светля                                                                 |
| с. Чепино                                                                  | 23,4 | с. Чепино                                                                 |
| Община Земен                                                               | 24,3 | Община Земен                                                              |
| (от 74,7 км на I-6) III-605, 27,3 км →                                     | 25,6 | → 27,3 км, III-605 (до с. Враня стена)                                    |